# Llista d'abats d'Aniana
Llista dels abats de l'abadia d'Aniana fins al final del segle XII:
- Benet d'Aniana (sant Benet d'Aniana) 780-815
- Senequild (o Ardó Esmaragde) 814-815 (interins)
- Jordi d'Aniana 815-822
- Tructesind d'Aniana 822-830
- Emmenald 830-838
- Elies 838-853
- Arnul 853-882
- Gilmond 882-890
- Rostany 890-913
- Manassès de Jully 913-960
- Bernat Géraud, 960-971
- Leufroy 971-972
- Renald 972-?
- Hug I ?
- Salvador ?
- Ponç I abans del 1036-1066
- Emmenó 1066-1094
- Pere I de Sauve 1094-1115
- Ponç II 1115-1120
- Pere Ramon de Cals 1120-1146
- Guillem (fill de Beliard) 1146-1154
- Pere III 1154-1161
- Gaucelí de Ramon de Montpeyroux 1161-1187
- Ramon Guillem de Montpeller 1187-